# 堤酒造
株式会社堤酒造（つつみしゅぞう）は、熊本県球磨郡あさぎり町に本社を置く酒類醸造会社である。

## 沿革
- 1878年（明治11年） - 「犬童醸造場」が犬童馬鞍により創業。
- 2001年（平成13年）3月 - 株式会社犬童酒造として設立。
- 2002年（平成14年） - 社名を「株式会社堤酒造」に変更し、現在に至る。

## 主な銘柄
- 恋草
- 譚
- 無限大
- 奥球磨桜
- 時代蔵八
- 極上堤
- 吟球磨堤
- 蔵八梅酒
- むらさきいも